# Peymeinade
Peymeinade település Franciaországban, Alpes-Maritimes megyében. Lakosainak száma 8491 fő (2022. január 1.). Peymeinade Auribeau-sur-Siagne, Cabris, Grasse, Spéracèdes, Le Tignet és Tanneron községekkel határos.

## Népesség
A település népességének változása:
| Lakosok száma | 1765 | 4479 | 6293 | 7733 | 8005 | 8116 | 8151 | 8192 | 8211 | 8491 |
|               | 1968 | 1982 | 1990 | 2006 | 2013 | 2015 | 2017 | 2019 | 2020 | 2022 |